# تاتسويا إيشي
تاتسويا إيشي (باليابانية: 石井竜也؛ بالكانا: いしい たつや) هو مغن مؤلف ومغني ومخرج ياباني، ولد في 22 سبتمبر 1959 في إيباراكي في اليابان.

## وصلات خارجية
- الموقع الرسمي
- تاتسويا إيشي على موقع IMDb (الإنجليزية)
- تاتسويا إيشي على موقع ميوزك برينز (الإنجليزية)
- تاتسويا إيشي على موقع أول ميوزيك (الإنجليزية)
- تاتسويا إيشي على موقع ديسكوغز (الإنجليزية)
- تاتسويا إيشي على موقع قاعدة بيانات الفيلم (الإنجليزية)